# Rebet
Rebet (originaltitel: Rope) er en film fra 1948 instrueret af Alfred Hitchcock med manuskript af Arthur Laurents. Den er speciel derved, at den består af kun ti "skud" (ubrudte optagelser), og altså stort set uden klip, samt ved at hele filmen foregår i én stor kulisse.
Historien er baseret på en roman af Patrick Hamilton og – trods Hamiltons benægtelse – inspireret af mordet på Robert Franks i 1924. Denne drabssag tjente også Hitchcock til inspiration for yderligere to filme, Compulsion fra 1959 og Swoon fra 1992. 

## Handling
Filmen starter med, at de to venner, Philip og Brandon (spillet af Granger og Dall), myrder en tidligere klassekammerat, David, og lægger ham i en stor kiste i lejligheden. Især Brandon er overbevist om deres menneskelige overlegenhed, og med udgangspunkt i en gammel diskussion om kunsten at myrde retfærdiggør de mordet. Brandon vil dog gøre kunstværket større og har inviteret Davids far, mor (som er syg og erstattes af Davids tante) og kæreste, dennes forrige kæreste samt de unge mænds gamle mentor og ophavsmand til idéen om overmennesker, Rupert (spillet af Stewart).
Brandon arrangerer et tag-selv-bord på kisten, og under selskabet giver han små ledetråde om mordet på David, hvis fravær alle undrer sig over. Philip bryder sig ikke om situationen, og Rupert aner uråd.
Da selskabet er brudt op, vender Rupert tilbage med en undskyldning om at have glemt cigaretetuiet, og igen hjulpet på vej af Brandon ender han med at åbne kisten. Han indser, at de teoretiske betragtninger, han har diskuteret med de unge mænd i skoletiden, er taget for bogstaveligt, og han får tilkaldt politiet.

## Filmens tilblivelse
Rebet er en af Hitchcocks mest eksperimenterende film overhovedet, idet han brød med en række konventioner. Som udgangspunkt søgte han at lave filmen som én lang optagelse. Men på grund af filmrullernes begrænsede længde (ca. 10 minutter), måtte filmen skæres op, og den endte med at bestå af ti "skud" (ubrudte optagelser) af længder på mellem fire en halv og næsten ti minutter. Nogle af klippene mellem rullerne er maskeret, idet en optagelse ender med et close-up på en af personernes ryg, hvorefter næste optagelse starter samme sted. Der er dog stadig en håndfuld tydelige klip ind imellem.
Scenografien består af en større lejlighed, hvoraf man ser fire rum: Spisestue, dagligstue, entré samt (gennem døren) køkkenet. Det var lavet, så vægge, møbler og andre genstande blev flyttet efter behov, så kameraets glidende bevægelse ikke hindres. Eneste undtagelse fra denne scenografi er indledningsscenen, der er et gadepanorama (hvor man i øvrigt ser Hitchcocks kendemærke i form af hans flygtige statistoptræden) nede på fortovet, mens forteksterne ruller. Denne scene slutter med, at kameraet drejer rundt på altanen og vender ind mod de nedrullede gardiner fra lejligheden, hvor man hører den dæmpede, overraskede lyd fra drabsofferet.
Resten af filmen ser man som baggrund ud gennem panoramavinduerne i dagligstuen New York Citys skyline i skiftende belysning, efter som dagen rinder ud.

## Medvirkende
- James Stewart – Rupert Cadell
- John Dall – Brandon Shaw
- Farley Granger – Phillip Morgan
- Cedric Hardwicke – Mr. Kentley
- Constance Collier – Mrs. Atwater
- Douglas Dick – Kenneth Lawrence
- Edith Evanson – Mrs. Wilson
- Dick Hogan – David Kentley
- Joan Chandler – Janet Walker

## Filmens temaer
Idéen om at retfærdiggøre mordets kunst stammer fra Friedrich Nietzsches idé om overmennesket, som især Brandon-figuren finder fascinerende.
Et andet tema i filmen er homoseksualitet på trods af, at det aldrig i filmen direkte kan ses, at de to mordere har en affære. Filmkritikere har peget på flere antydninger, herunder euforien i selve stranguleringen svarende til en orgasme. Endvidere var både Dall og Granger selv homoseksuelle lige som manuskriptforfatteren Laurents og musikeren Francis Poulenc, der har skrevet det klaverstykke, som Philip-figuren spiller i filmen. To andre homoseksuelle skuespillere, Montgomery Clift og Cary Grant, var oprindeligt udpeget til roller i filmen, men afslog for at undgå at afsløre dette. 
På trods af dette tema slap filmen gennem den ret strikse censur i perioden. I en del mindre byer i USA blev filmen ikke vist, men det var mest på grund af referencen til det virkelige drab, filmen byggede på.

## Den virkelige drabssag
Drabssagen, der inspirerede tre Hitchcock-filme – Rope, Compulsion og Swoon – drejede sig om to teenagere, Nathan Leopold på 19 og Richard Loeb på 18, som i maj 1924 dræbte den 14-årige Robert Franks. Både drabsmændene og offeret tilhørte Chicagos absolutte overklasse, opvokset i byens fornemste bydel. Loeb havde en IQ på 160, mens Leopolds var umulig at måle, fordi han nåede taget på IQ-testerne. De havde bortført Robert Franks og forlangte løsepenge på en rebusagtig måde, men havde dræbt ham straks efter bortførelsen. Motiv for mordet var kun spændingen ved at begå "den perfekte forbrydelse". Efter nitid planlægning blev offeret tilfældigt valgt samme dag, som mordet blev begået. Franks satte sig frivilligt ind i bilen til dem, da han og Loeb var i familie og i forvejen kendte hinanden godt. Straks bilen var drejet om hjørnet, blev Franks trukket om i bagsædet og dræbt med slag mod hovedet. Derefter kørte morderne til vildmarken ved Wolf Lake, hvor Leopold ofte havde set på fugle. Her tabte han nu sine briller (hvilket senere afslørede forbrydelsen). Samme aften ringede Leopold til Franks’ mor og fortalte hende, at hendes søn var kidnappet. Dagen efter postlagde drengene kravet om løsepenge, skrevet på en stjålet skrivemaskine.  Sagen fik enorm opmærksomhed og blev omtalt som "århundredets forbrydelse". Hearst, ejer af Chicago Herald and Examiner, tilbød Freud en halv million dollars og et specialchartret skib for at komme til Chicago og kommentere sagen. Freud afslog; men retssagen var det første eksempel på, at psykologisk sagkyndige blev benyttet i et forsøg på at formilde straffen, i stedet for at få tiltalte kendt utilregnelig. Mange lod sig chokere over, at sagkyndige (mis)brugte faget psykologi for at opnå mildere straf for to mordere, der havde dræbt en dreng nærmest for sjovs skyld. "Higen efter kundskab er udelukkende positivt, selv når den påfører andre uudholdelig smerte eller skade," udtalte Leopold til en journalist.  Dog viste dommeren sig mere optaget af drabsmændenes unge alder. Sagen bidrog stærkt til Freuds berømmelse i USA, og til udbredelsen af freudianske termer. 

## Trivia
- Filmen var en af de fem, som Hitchcock i en længere periode holdt uden for distribution. Han havde købt dem tilbage som del af sin arv til datteren Patricia Hitchcock.
- Hver scene blev taget på én dag med prøver dagen forinden.
- Rebet var Hitchcocks første farvefilm.
- De sidste 4-5 scener blev taget om, da Hitchcock var utilfreds med farven på solnedgangen. [1]